# Michiel van Mierevelt

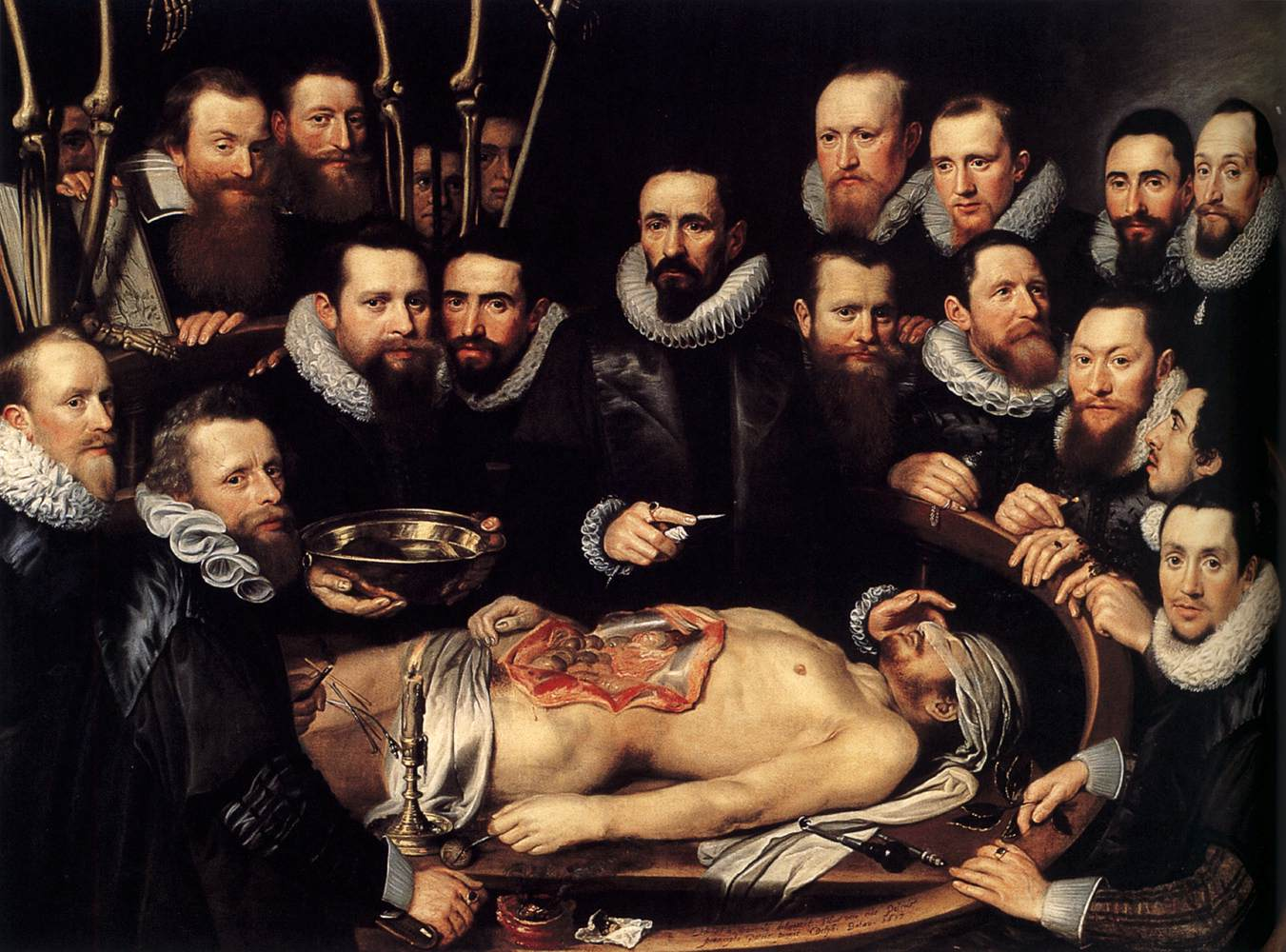
Michiel van Mierevelt – Lekcja anatomii dra van der Meera (1617)

Michiel van Mierevelt (ur. 1 maja 1566 w Delfcie, zm. 27 czerwca 1641 tamże) – holenderski malarz.

## Życiorys
Był synem złotnika, działającego w Delfcie. Jego pierwszymi nauczycielami byli szerzej nieznani Willem Willemsz. oraz Augustijn. W 1581 roku wyjechał na dwa lata do Utrechtu, gdzie był uczniem Anthoniego van Blocklandta i Johannes Wierix. W 1583 lub 1585 jako wolny mistrz przystąpił do gildii św. Łukasza w Delfcie, w 1611 był jej dziekanem. W latach 1625–1634 był zarajestrowany jako niezależny mistrz także w gildii św. Łukasza w Hadze.
Prowadził dużą, świetnie prosferującą pracownię, osiągając wielki sukces finansowy. Jego uczniami byli m.in. Paulus Moreelse, Anthonie Palamedesz., Jan van Ravesteyn oraz Hendrick van Vliet. Van Mierevelt był jednym z najwyżej cenionych i najlepiej opłacanych malarzy holenderskich pierwszej połowy XVII wieku.

## Twórczość
Zyskał szerokie uznanie jako portrecista, malował wizerunki m.in. Maurycego Orańskiego, Jacoba Catsa, Ambrosio Spinoli czy Johana van Oldenbarnevelta. Portrety van Mierevelta charakteryzują się raczej suchą, linearną stylistyką, która bez pochlebstw wiernie oddaje rysy postaci i stroje modeli. Wraz ze swoim synem Pieterem namalował Lekcję anatomii dra van der Meera (1617).
Van Mierevelt wywarł wpływ na wielu holenderskich portrecistów, w tym na Jana van Ravesteyna. Jego twórczość była powszechnie znana dzięki rycinom wyrytym na podstawie jego dzieł przez Willema Jacobsza Delffa. Przy pomocy swoich asystentów van Mierevelt namalował co najmniej tysiąc portretów, z których zachowało się kilkaset. Liczba dzieł wykonanych w całości własnoręcznie przez artystę jest znacznie mniejsza.